# 3 Ninjas – Kick Back
3 Ninjas – Kick Back ist eine US-amerikanisch-japanische Actionkomödie von Charles T. Kanganis aus dem Jahr 1994. Der Film ist die erste Fortsetzung zu dem 1992 gedrehten 3 Ninja Kids. 1995 folgte 3 Ninjas – Fight & Fury, 1998 entstand Mega Mountain Mission.

## Handlung
Auf dem Anwesen von Großvater Mori Shintaro werden die drei Jungen Rocky, Colt und Tum Tum zu Ninja-Kämpfern ausgebildet. Er erklärt ihnen, dass er in einer Woche in seine Heimatstadt nach Japan reisen muss, wozu er sie einlädt. Als junger Ninja-Kämpfer hat er in einer Meisterschaft einen Dolch gewonnen, der in Verbindung mit einem Samuraischwert den Zugang zu einem sagenumwobenen Goldschatz ermöglichen soll. Diesen Dolch soll er nun bei den diesjährigen Meisterschaften dem Gewinner überreichen.
Die Jungs müssen jedoch ein Baseballspiel um die Meisterschaft vorziehen, so dass ihr Großvater allein nach Japan reist. Sein damaliger Widersacher Koga sinnt auf Rache, stiehlt das Schwert in Japan und ist nun hinter dem Dolch her. Dafür heuert er drei junge Männer an, die aber die geborenen Versager sind. In Japan wird der Großvater Opfer eines von ihnen inszenierten Verkehrsunfalls und liegt im Krankenhaus. Als Rocky, Colt und Tum Tum dies erfahren, reisen sie ohne Wissen ihrer Eltern zu ihrem Großvater. Dort lernen sie das Mädchen Miyo, ebenfalls ein Ninja, kennen.
Der Dolch wird ihnen in Japan von Koga abgenommen, der sie auch als Gefangene zusammen mit Miyo einsperrt. Durch eine List und viel Kampfeinsatz können sie sich jedoch befreien. Zwischenzeitlich hat Koga ihren Großvater als Geisel in seiner Gewalt und zwingt ihn, den Zugang zum Goldschatz zu zeigen. Die drei Jungen und Miyo folgen ihnen in die Goldkammer, wo es wiederum zu Kämpfen und einer gefährlichen Konfrontation zwischen Mori und Koga kommt. Nachdem die Kammer plötzlich einzustürzen beginnt, können sich alle in letzter Sekunde retten.
Koga besinnt sich auf die Weisheit, dass ein Ninja niemals begehren soll, und schließt Frieden mit Mori. Der überreicht Miyo, die den Wettbewerb gewinnen konnte, den Dolch. Zurück in den USA, gewinnen die drei Jungen gemeinsam mit Miyo die Baseballmeisterschaft.

## Kritik
„Drei kleine Ninja-Kämpfer begleiten ihren Großvater und Lehrmeister nach Japan, wo ein Wettkampf über den Besitz eines Dolches entscheiden soll, der Zugang zu einem sagenhaften Schatz verspricht. Mit bemühter Komik garnierte Prügelunterhaltung, die eine Reihe von Vorurteilen bestätigt. Bedenklich wird der Film, da er als Konfliktlösungsstrategie ausschließlich Gewalt anpreist.“

„Die drei Jungstars Max Elliot Slade, Sean Fox und Evan Bonifant präsentieren ein Kinderabenteuer ‚Made in USA‘, bei dem man sich wünscht, wieder im Teenie-Alter zu sein. Spritzige und flott choreographierte Kampfszenen, nette Dialoge und eine richtige Handlung, da könnten sich so manche erwachsene Martial-Arts-Kollegen ein Beispiel nehmen. Fazit: Unterhaltsame Mischung aus ‚Karate Kid‘ und ‚Kevin‘, bei der nicht nur die jüngeren Fight-Fans voll auf ihre Kosten kommen.“